# Tolga Yıldız
Tolga Yıldız (* 29. März 1990 in Pınarbaşı) ist ein türkischer Fußballspieler.

## Karriere
Yıldız startete 2001 in der Jugend von Acarspor Tes. Yat. Tic. mit dem Vereinsfußball und wechselte 2006 in die Jugend von Kayserispor. Im April 2011 erhielt er hier einen Profivertrag gab am letzten Spieltag der Erstligasaison 2010/11 sein Profidebüt. Bereits zur neuen Saison verließ er Kayserispor und wechselte zum Viertligisten Afyonkarahisarspor. Bei diesem Verein erkämpfte er sich auf Anhieb einen Stammplatz. Zur neuen Saison wechselte er dann zum Drittligisten Adıyamanspor. 
Nachdem er die Hinrunde bei Adıyamanspor verbracht hatte, wechselte er in der Winterpause innerhalb der Liga zu Fethiyespor. Hier erreichte er mit der Mannschaft den Playoffsieg der TFF 2. Lig und damit den Aufstieg in die TFF 1. Lig.
Nach dem Aufstieg mit Fethiyespor wechselte er zum Drittligisten Ünyespor.

## Erfolge
Mit Fethiyespor
- Playoffsieger der TFF 2. Lig: 2012/13
- Aufstieg in die TFF 1. Lig: 2012/13